# Marafone Beccacino
Il marafone o beccacino o pirucco è un  gioco di carte per quattro persone giocato con un mazzo da 40 carte, simile al tressette ma con la presenza di un seme di briscola. È tradizionale della Romagna.  
Nel ferrarese è chiamato trionfo (dal nome trionfa dato al seme di briscola), a Cesena e a Forlì marafone o maraffone, a Ravenna e Faenza beccacino . Altri nomi usati sono tresette con taglio e maraffa.

## Regole
Si gioca con un mazzo da 40 carte da gioco di seme spagnolo. La scala di valori delle carte di ogni seme è: 3, 2, asso, re, cavallo, fante, 7, 6, 5 e 4. Le carte dal 7 al 4 sono dette scartini (o anche lisce); re, cavallo e fante sono detti figure. La combinazione di asso, due e tre dello stesso seme è detta maraffa o cricca. 
Una partita è composta da una serie di mani fino al raggiungimento di 41 punti e una figura da parte di una delle due squadre (o 31 punti nella variante "corta" della partita). Ogni mano è composta da una serie di 10 prese.
I quattro giocatori si dividono in due squadre di due giocatori e si dispongono attorno ad un tavolo quadrato: i giocatori della stessa squadra siedono uno di fronte all'altro. 

### Svolgimento
Per la prima mano si sceglie un mazziere che mischia le carte, le fa tagliare dal giocatore alla sua sinistra e le distribuisce in senso antiorario (oppure orario: decide il cartaio). Ogni giocatore riceve una mano di 10 carte.
Il giocatore con il 4 di denari sceglie la briscola (in gergo "battezza"), lo comunica a tutti gli altri partecipanti ed inizia la prima presa giocando una carta a sua scelta. Gli altri giocatori, procedendo in senso antiorario (od orario), sono obbligati a rispondere giocando se possibile una carta dello stesso seme, se non ne hanno possono giocare una carta di un altro seme. Se è stata giocata almeno una briscola, vince la presa (e prende le quattro carte giocate in quella presa) il giocatore che ha giocato la briscola di maggior valore; altrimenti vince la presa il giocatore che ha giocato la carta più alta dello stesso seme di quella che ha aperto la presa. Le presa successiva è iniziata dal giocatore che ha vinto quella precedente.

### Parole ammesse
Durante il gioco è vietato l'uso di segni e di qualsiasi forma di comunicazione tra i giocatori. L'unica eccezione è il giocatore che apre il turno, il quale può utilizzare una e una sola delle seguenti parole:
- busso: invita il compagno, se possibile, a conquistare la presa e ad aprire il turno successivo con lo stesso seme;
- striscio: quando si ha ancora in mano una o più carte dello stesso seme con cui si è aperto il turno;
- volo: quando non si hanno più carte del seme con cui si è aperto il turno.

Dicendo una di queste parole non si può bluffare. 
La parola può essere sostituita da un segno corrispondente, compiuto mentre si gioca la carta: battere il pugno sul tavolo per bussare; sfregare la mano sul tavolo per strisciare; sollevare in alto la mano per volare.
L'uso di segni o parole non convenute tra i giocatori, o da parte di un giocatore diverso da quello che apre il turno, determina la perdita della mano con il punteggio di 11 a 0 (detto in gergo “prendere l'undici” o cappotto).

### Punteggi e vittoria
Terminata la serie di prese si contano i punti della mano. Le carte hanno il seguente valore:
- i quattro assi valgono 1 punto ciascuno;
- le dodici "figure" (fante, cavallo e re), i quattro due ed i quattro tre valgono 1/3 di punto;
- le carte dal quattro al sette non hanno valore;
- l'ultima presa vale 1 punto.
- se un giocatore possiede le tre carte di valore maggiore (asso, due e tre, dette assieme "Maraffa" o "Cricca") del seme di briscola, vince tre punti addizionali. In questo caso deve scendere con l'asso di quel seme.

Escludendo la Maraffa, ogni mano vale quindi in totale 10 punti e 2/3, 11 considerando il punto dell'ultima presa. Le squadre calcolano il proprio punteggio solo con i numeri interi e arrotondando per difetto. Per esempio: se una squadra totalizza 7 e 2/3, il punteggio totalizzato nella mano sarà 7.
Il mazziere della mano successiva sarà il giocatore che ha scelto la briscola in quella precedente.
Vince la partita la squadra che totalizza per prima 41 punti (o 31 punti nella variante "corta" della partita). Se un giocatore pensa che la sua squadra abbia raggiunto i 41 punti, la squadra può "chiamarsi fuori" (ovvero, dichiarare di avere già nel mazzo delle prese i punti per vincere e chiudere in anticipo l'ultima partita): in questo modo la mano termina immediatamente, senza che vengano giocate le restanti prese e la squadra che si è "chiamata fuori" impedisce all'altra squadra di conquistare ulteriori prese. Se una squadra si chiama fuori e, dopo aver contato i punti delle prese effettuate ed averli sommati ai punti ottenuti nelle mani già giocate, non raggiunge i punti per la vittoria (in gergo "sbaglia la chiamata") scatta automatico l'11 a 0 per la squadra avversaria.

## Varianti

### Per cinque persone
Trionfo o Trionfino viene anche indicato come nome della versione a 5 giocatori piuttosto che al Marafon Beccacino
Ogni giocatore riceve 8 carte, quindi si apre un giro di contrattazioni, partendo dal giocatore che riceve il 5 di spade e proseguendo in senso antiorario (od orario). Le dichiarazioni possibili sono in ordine di valore: "chiamo" (vincere insieme a un altro giocatore contro gli altri tre), "di più" (vincere da solo), "maso" (vincere da solo e fare 6 punti di carte prima che gli altri giocatori ne facciano uno) e  "maso dei masi" (vincere tutte le mani da solo). Se non si vuole dichiarare si dice "Passo", se tutti passano la mano va a monte, il giocatore che ha ricevuto il 5 di spade diventa il mazziere e il primo a dichiarare sarà nella nuova mano sarà il giocatore alla sua destra. Il giocatore che vince la dichiarazione (chiamante o signore dichiara il seme di briscola, se ha vinto con un  "chiamo"  allora dichiara anche una carta di un seme diverso (generalmente il 3). Chi ha quella carta diventa il suo compagno (amico), ma comunque si può rivelare solo giocando la carta chiamata (è ammesso anche "chiamarsi in mano" e giocare comunque da solo).  Se il chiamante ha fatto una delle altre dichiarazioni allora gioca da solo.. Il signore e l'amico sono detti i ricchi o i signori, i giocatori rimanenti che si oppongono a loro sono detti poveri o il popolo.
Le mani vengono giocate secondo le normali regole del Marafone. Al termine di ogni mano si conteggiano i punti fatti dal Signore (ed eventuale amico) e quelli fatti dal Popolo e si determina se il Signore ha soddisfatto le condizioni della sua chiamata, assegnando quindi il punteggio indicato dalla seguente tabella 
| Dichiarazione                          | Signore vincente | Signore vincente | Signore vincente | Signore perdente | Signore perdente | Signore perdente |
| Dichiarazione                          | Signore          | Amico            | Poveri           | Signore          | Amico            | Poveri           |
| -------------------------------------- | ---------------- | ---------------- | ---------------- | ---------------- | ---------------- | ---------------- |
| Chiamo (o Di più con chiamata in mano) | +2               | +1               | -1               | -2               | -1               | +1               |
| Di più                                 | +8               | -                | -2               | -8               | -                | +2               |
| Maso                                   | +16              | -                | -4               | -16              | -                | +4               |
| Maso dei masi                          | +32              | -                | -8               | -32              | -                | +8               |